# Jisr al-Hadid
Jisr al-Hadit (Pont de Ferro) fou un pas de l'Orontes a la part final del seu curs.
Fou molt disputat entre romans d'Orient i hamdànides. Fou conquerit pels croats de la Primera Croada i després fortificat per Balduí IV el 1161, i fou un punt estratègic del principat d'Antioquia. El pont modern ja no conserva restes de la construcció antiga. A la vora es troba un poblet que es pensa que era l'antiga Gephyra.